# شاهبیک ملاشاهی
شاهبیک ملاشاهی، روستایی از توابع بخش جزینک شهرستان زهک در استان سیستان و بلوچستان ایران است.
اسم این روستا برگرفته از نام شاهبیک ملاشاهی است که در سال ۱۳۸۳ و در سن ۹۰ سالگی بدرود حیات گفتند.

## جمعیت
این روستا در دهستان خمک قرار دارد و براساس سرشماری مرکز آمار ایران در سال ۱۳۸۵، جمعیت آن ۴۴ نفر (۱۰خانوار) بوده‌است.